# Henri-Bourassa (stacja metra)
Henri-Bourassa – stacja metra w Montrealu, na linii pomarańczowa. Obsługiwana przez Société de transport de Montréal (STM). Znajduje się w Ahuntsic, w dzielnicy Ahuntsic-Cartierville.